# Finn Harps FC
Finn Harps Football Club (irsky Cumann Peile Chláirsigh na Finne) je fotbalový klub z Irska, hrající nejvyšší irskou profesionální soutěž League of Ireland Premier Division. Byl založen roku 1954 a sídlí na severu Irska ve městě Ballybofey v hrabství Donegal. Největším úspěchem týmu je vítězství v irském poháru v roce 1974.
Jeho lokální rivalem je Derry City FC. Jejich vzájemné zápasy jsou nazývány také jako „Severozápadní derby“.